# کابوس‌های فردی
کابوس‌های فردی (به انگلیسی: Freddy's Nightmares) (همچنین با نام مجموعه کابوس در خیابان الم شناخته می‌شود)، مجموعه آنتولوژی آمریکایی در ژانر ترسناک است که از اکتبر سال ۱۹۸۸ ا مارس سال ۱۹۹۰ به روی آنتن رفت. این مجموعه، اسپین-آفی از مجموعه تلویزیونی کابوس در خیابان الم است که هر قسمت توسط فردی کروگر (با بازی رابرت انگلوند) است و دو داستان متفاوت را نقل می‌کند و در هشت‌تای آن‌ها، فردی کروگر شخصیت منفی داستان است. قسمت آغازین مجموعه توسط توبی هوپر کارگردانی شده و با تعقیب قانونی کروگر به‌علت قتل کودکان آغاز می‌شود.

## مقدمه
بر اساس ویژگی‌های شخصیت کروگر، نیو لاین سینما تصمیم گرفت تا مجموعه‌ای نسازد که در آن از تعدادی مشخص بازیگر استفاده شود چرا که در این حالت، کروگر بر اساس ویژگی‌های کاراکترش، در طول سریال بسیاری از شخصیت‌های مشخص مجموعه را به قتل می‌رساند و در نهایت هیچ شخصیتی باقی نمی‌ماند. در نتیجه این کمپانی تصمیم گرفت تا یک مجموعه آنتولوژی بسازد و در هر قسمت از آن، شخصیتی را به سریال اضافه کند تا در داستان مورد استفاده قرار بگیرد.

## بازیگران
در فهرست زیر نام برخی از بازیگران سریال آمده‌است:
- روبین آنتین
- سارا جی. باکستون
- کایل چندلر
- موریس چسنات
- ریچارد ادن
- ماریشکا هارگیتی
- اوا لاریو
- فیل لویس
- جان کامرون میچل
- لوری پتی
- برد پیت
- تیم راس
- ریچارد اسپیت جونیور